# Wendy Wu: Guerriera alle prime armi
Wendy Wu: Guerriera alle prime armi (Wendy Wu: Homecoming Warrior) è un film per la televisione del 2006 con la star di Zack e Cody al Grand Hotel Brenda Song e Shin Koyamada.

## Trama
Wendy Wu è una ragazza sino-americana che sogna una vita tranquilla e serena. La sua esistenza cambia radicalmente quando un giovane monaco, Shen, arriva alla soglia di casa sua per informarla che lei, Wendy, è addirittura la reincarnazione di un guerriero cinese. E così si trova improvvisamente assorbita da un corso intensivo di Kung Fu per affrontare uno spirito antico e malvagio che minaccia di distruggere il mondo.

## Sequel annullato
In ottobre del 2007, Variety ha riportato un sequel di Wendy Wu. Le riprese erano state pianificate in Nuova Zelanda all'inizio del 2008; tuttavia non sono seguiti ulteriori annunci da allora.